# Seana
Seana és un poble que fou declarat entitat municipal descentralitzada el 23 de setembre de 2005 i que pertany al municipi de Bellpuig a la comarca de l'Urgell. La major part de la població es dedica a la ramaderia i a l'agricultura: especialment el cultiu de fruita (poma, pera i préssec), cereals (panís i blat) i farratges (alfals). El 2019 tenia 156 habitants.
El nucli surt esmentat ja en el document de formació de la baronia de Bellpuig l'any 1139. La seva antiga església, dedicada a Sant Miquel Arcàngel, documentada ja el 1399, era del deganat de Tàrrega i a mitjan segle xv fou destruïda, així com el seu castell, del qual no n'ha quedat rastre. El 1280 fou reconstruïda per Guerau de Pujadas, arxiduc de Bellcaire i gran amant de l'arquitectura gòtica, que alça en la mateixa planta de l'antic castell el que es coneix com a "l'esglesieta de baix", en referència al seu desnivell degut a la llenca del riu que la voreja.
L'església fou erigida canònicament com a parròquia el 1955 tot i que el temple actual és de 1960. Els plànols de l'església actual foren dissenyats per l'arquitecte Josep Ballarín i dins en destaquen les pintures del presbiteri, baixo-relleus en taula de la Mare de Déu i de Sant Miquel, fetes per Mn. Pere Inarja el 1965 i també un quadre de Joan Oller que va donar a la parròquia pels seus vincles familiars amb Seana i que representa el davallament de Jesús de la Creu.
Seana compta amb un escut de nova creació (2011) representat amb una espasa flamejada que és l'atribut de l'Arcàngel Sant Miquel, patró del poble, i els besants d'or amb les faixes viperades de sable que són les armes dels Anglesola, llinatge vinculat a Seana a través de la baronia de Bellpuig.
La Festa Major de Sant Miquel se celebra vers el dia 29 de setembre.
Seana es troba a: 
- 41,5 km de Lleida per l'autovia A-2
- 5,5 km de Bellpuig per la carretera local LV-3341
- 4,5 km de Tornabous per la carretera local LV-3341
- 9,0 km d'Anglesola per la carretera LV-3341 i C-53
- 2,7 km d'Ivars d'Urgell
- 0,3 km de Barbens